# 亚默尔恩
亚默尔恩是德国下萨克森州的一个市镇。总面积35.85平方公里，总人口1080人，其中男性549人，女性531人（2011年12月31日），人口密度30人/平方公里。1826年9月17日，数学家波恩哈德·黎曼生于亚默尔恩的小镇布雷瑟伦茨。